# Gedenkstein Billroda
Der Gedenkstein Billroda ist ein denkmalgeschützter Gedenkstein in der Ortschaft Billroda der Gemeinde Finne in Sachsen-Anhalt. Im örtlichen Denkmalverzeichnis ist der Gedenkstein unter der Erfassungsnummer 094 83887 als Baudenkmal verzeichnet.
Bei dem Gedenkstein in Billroda handelt es sich um ein Kriegerdenkmal. Das Kriegerdenkmal ist eine zusammengesetzte Steingruppe. Der Hauptstein der Steingruppe wurde bearbeitet und enthält ein Eisernes Kreuz, Jahreszahlen und eine Widmungsinschrift. Die Inschrift lautet 1813 - 1913 (unleserlich) 1913 Kriegerverein Billroda. Der Gedenkstein wurde durch den Kriegerverein des Ortes finanziert.

## Quelle
- Gedenkstein Billroda Online, abgerufen am 28. August 2017.